# (34837) 2001 SD262
2001 SD262 (asteroide 34837) é um asteroide da cintura principal. Possui uma excentricidade de 0.10546680 e uma inclinação de 5.52038º.
Este asteroide foi descoberto no dia 21 de setembro de 2001 por LINEAR em Socorro.